# Jānis Lipke
Jānis (Zanis) Lipke (Jelgava, 1900 - Riga, 1987) est un docker au port de Riga qui obtint le titre de Juste parmi les nations pour le sauvetage de nombreux Juifs qu'il effectua au cours Seconde Guerre mondiale.
Janis Lipke décide d'aider des Juifs lettons, après avoir été témoin des actions contre eux dans les rues de Riga. Il devient sous-traitant pour la Luftwaffe et utilise sa position pour sortir des travailleurs juifs du ghetto de Riga et des camps autour de la ville, qu'il cache, avec l'aide de sa femme, jusqu'à l'arrivée de l'Armée rouge en octobre 1944. 

42 personnes furent sauvées par Jānis Lipke et sa femme et c'est pour ces faits qu'on lui décerne la médaille des Justes parmi les Nations. Son nom est inscrit sur le mur du Mémorial Yad Vashem (Israël).
À sa mort en 1987, la communauté juive de Riga lui rend hommage et organise ses funérailles.
Le 4 juillet 2007, un monument commémorant ceux qui ont sauvé des Juifs lettons, et en particulier Jānis Lipke, est inauguré à la Grande synagogue chorale de Riga.